# Богородица од цвећа (роман)
Госпа од цвећа (Notre-Dame-des-Fleurs) је дебитантски роман француског писца Жана Женеа, први пут објављен 1943. године. Слободни, поетски роман је углавном аутобиографски приказ човјековог путовања кроз париско подземље. Ликови су нацртани према својим колегама из стварног живота, који су углавном хомосексуалци који живе на рубу друштва.

## Сажетак заплета
Роман говори о Дивине, транс жени која је, када се роман отвори, умрла од туберкулозе и због тога је канонизована. Наратор нам говори да су приче које прича углавном да би се забављао док издржава казну у затвору – а веома еротичне, често експлицитно сексуалне, приче су спретене да помогну његовој мастурбацији. Жан-Пол Сартр је то назвао "епом мастурбације".
Дивине живи у соби у поткровљу која гледа на гробље Монмартр, које дијели са разним љубавницима, од којих је најважнији макро по имену Дарлинг Дејнтифут ("Mignon-les-Petits-Pieds"“ на француском). Једног дана Дарлинг доводи кући младог хулигана и убицу, названог Госпа од цвијећа. Госпа је на крају ухапшена и суђена, и погубљена. Смрт и екстаза прате дјела сваког лика, док Жене врши превредновање свих вриједности, чинећи издају највишом моралном вриједношћу, а убиство чином врлине и сексуалне привлачности.

## Критички пријем
Богородица од цијвећа је написана у затвору. Жене је то написао на листовима смеђег папира које су затворске власти давале затвореницима – са намером да од тога направе кесе. Како је испричао Сартр у свом предговору Госпи од цвијећа, затворски чувар је открио да је затвореник Жене овако „неовлашћено” користио папир, заплијенио рукопис и спалио га. Неустрашив, Њене је све то поново написао. Друга верзија је преживјела и Жене ју је понео са собом при изласку из затвора.
Углавном завршену 1942. године, књигу су први пут анонимно објавили Роберт Деноел и Пол Морибијен крајем 1943. године, иако је само око 30 примјерака првог издања било укоричено те године (већина је почела да се укорићује и продаје у августу 1944. године, током ослобођење). Прва штампа је дизајнирана за продају добростојећим колекционарима еротике; кружио је по приватним продајним листама и испод тезге. Али Жене никада није замишљао свој рад као пуку порнографију и касније је избацио више графичких пасуса. Новембра 1943. године послао је примјерак прве штампе Марку Барбезату, издавачу књижевног часописа Л'Арбалете, који је књигу објавио 1944. године и поново 1948. године. Жене је ревидирао роман када га је Галимар објавио 1951. године; издање Галлимард-а изоставља неке од порнографских пасуса у роману. Каснија издања Л'Арбалете укључују низ мањих ревизија.
Роман је посвећен осуђеном и стрељаном убици Морису Пилоржу.

## Књижевни утицај
Роман је имао огроман утицај на Битсове, са својим слободним, веома поетским језиком помјешаним са арготом/сленгом, и његовим слављењем ниских живота и експлицитним описима хомосексуалности. Он је елегантно трансгресиван, а његова саморефлексивна природа предочава приступ језику који су касније развили постструктуралисти. Жак Дерида је писао о Женеу у својој књизи Глас, а Хелене Сикоус је славила његов рад као пример ецритуре феминине. Жан-Пол Сартр је написао свој чувени Саинт Жене као анализу Женеовог дјела и живота, а посебно Госпе од цвијећа. Госпа од цвијећа учинила је Женеа, барем по Сартровом мишљењу, дјецом егзистенцијализма, а посебно оличењем погледа те филозофије на слободу.

## Адаптације
Линдзи Кемп је 1974. године у Буш театру у Лондону креирала представу под називом „Цвијеће – пантомима за Жана Женеа“ (по мотивима Госпе од цвијећа Жана Женеа), инспирисана Женетовим ријечима: „Сагу о божанском треба плесати или имитира."ти Ова производња је еволуирала из ранијих верзија почевши од 1969. године у Единбургу. "Цвијеће" је потом пребачено у Њујорк, Аустралију, Јапан и сву Европу и Јужну Америку... посљедње извођење је било 1992. године у Буенос Ајресу.

## Популарна култура
У Сценама из живота тровача (1994) Најџела Вилијамса, главни протагониста даје Богородицу од цвијећа свом хомосексуалном брату као божићни поклон.
Извођач, глумац и драг персона Дивине је добио име по главном лику књиге. Филмски редитељ Џон Вотерс дао јој је овај надимак након што је прочитао Женетов роман.
Погуес имају пјесму под називом „Паклени јарак“, која садржи референце на роман.
Плацебоов истоимени деби албум из 1996. фодине садржи песму под називом „Lady of the Flowers“.
Сопор Аетернус & Тхе Енсембле оф Схадовс албум Les Fleurs du Mal – Die Blumen des Bösen је био у великој мери инспирисан књигом.
Пит Доерти је користио цитат из књиге у својој песми „Last of the English Roses” (2009).
Примал Сцреам имају песму под називом "Dolls (sweet Rock 'n' Roll)" у којој се помиње назив романа.
Дејвид Боуви је био под утицајем овог романа и осврнуо се на њега у својој песми "The Jean Genie" из 1972. године.